# Høstvandstjerne
Høstvandstjerne  eller Høst-Vandstjerne (Callitriche hermaphroditica) er en enårig vandplante i Vejbred-familien (Plantaginaceae). Den krydsbestøver under vand og findes i klarvandede småsøer og de nedre dele af større åer Den blomstrer i juli-september. Bestanden i Danmark er i tilbagegang og den regnet som en truet art på den danske rødliste.